# McComb (Mississippi)
McComb è una città degli Stati Uniti d'America, situata nella contea di Pike, nello Stato del Mississippi.

## Storia
McComb fu fondata nel 1872 per ordine del colonnello Henry Simpson McComb, presidente della New Orleans, Jackson and Great Northern Railroad.